# Communauté de communes Seuil Charente Périgord
Die Communauté de communes Seuil Charente Périgord ist ein ehemaliger französischer Gemeindeverband mit der Rechtsform einer Communauté de communes im Département Charente in der Region Nouvelle-Aquitaine. Sie wurde am 26. Dezember 2007 gegründet und umfasste 15 Gemeinden. Der Verwaltungssitz befand sich im Ort Montbron.

## Historische Entwicklung
Mit Wirkung vom 1. Januar 2017 fusionierte der Gemeindeverband mit der Communauté de communes Bandiat-Tardoire und bildete so die Nachfolgeorganisation Communauté de communes La Rochefoucauld-Porte du Périgord.

## Ehemalige Mitgliedsgemeinden
1. Charras
2. Écuras
3. Eymouthiers
4. Feuillade
5. Grassac
6. Mainzac
7. Marthon
8. Montbron
9. Orgedeuil
10. Rouzède
11. Saint-Germain-de-Montbron
12. Saint-Sornin
13. Souffrignac
14. Vilhonneur
15. Vouthon